# バリャドリッド県
バリャドリッド県（バリャドリッドけん、スペイン語: Provincia de Valladolid）は、スペインの県。カスティーリャ・イ・レオン州に属する。レオン県、パレンシア県、セゴビア県、ブルゴス県、アビラ県、サラマンカ県、サモラ県に接している。県都は、カスティーリャ王国やスペイン王国の宮廷が置かれたこともあるバリャドリッド。

## 人口
| バリャドリッド県の人口推移 1900－2010                   |
|                                                         |
| 出典:INE（スペイン国立統計局）1900年 - 1991年、1996年 - |

## 行政区画
255のムニシピオ（基礎自治体）がある。人口の60%が県都のバリャドリッド（321,001人）に住んでいる。基礎自治体の約3分の1が人口200人未満である。

### 主な自治体
| 順位 | 基礎自治体                         | 人口（2013年） |
| ---- | ---------------------------------- | -------------- |
| 1    | バリャドリッド                     | 309,714        |
| 2    | ラグーナ・デ・ドゥエーロ           | 22,590         |
| 3    | メディーナ・デル・カンポ           | 21,556         |
| 4    | アロージョ・デ・ラ・エンコミエンダ | 16,643         |
| 5    | トルデシージャス                   | 8,961          |
| 6    | トゥデーラ・デ・ドゥエーロ         | 8,733          |
| 7    | ラ・システルニガ                   | 8,578          |
| 8    | イスカル                           | 6,837          |
| 9    | サラタン                           | 5,880          |
| 10   | ペニャフィエル                     | 5,578          |

## 名所・史跡
カスティーリャ・イ・レオン州はその名の通り、城（カスティーリョ）の多い地方で、特にバリャドリッド県はヨーロッパの中でも最も城の多い地域のひとつである。
- ペニャフィエル城（Castillo de Peñafiel）
- フエンサルダーニャ城（Castillo de Fuensaldaña）
- イスカル城（Castillo de Íscar）
- ラ・モタ城（Castillo de La Mota）-　所在地メディナ・デル・カンポ
- モンテアレグレ・デ・カンポス城（Castillo de Montealegre de Campos）
- ポルティージョ城（Castillo de Portillo）
- トレロバトン城（Castillo de Torrelobatón）
- トリゲーロス・デ・バジェ城（Castillo de Trigueros del Valle）
- シマンカス城（Castillo de Simancas）
- ビジャルバ・デ・ロス・アルコーレス城（Castillo de Villalba de los Alcores）

（備考：ラ・モタ城以外はすべて城のある地名）